# 波根西の珪化木

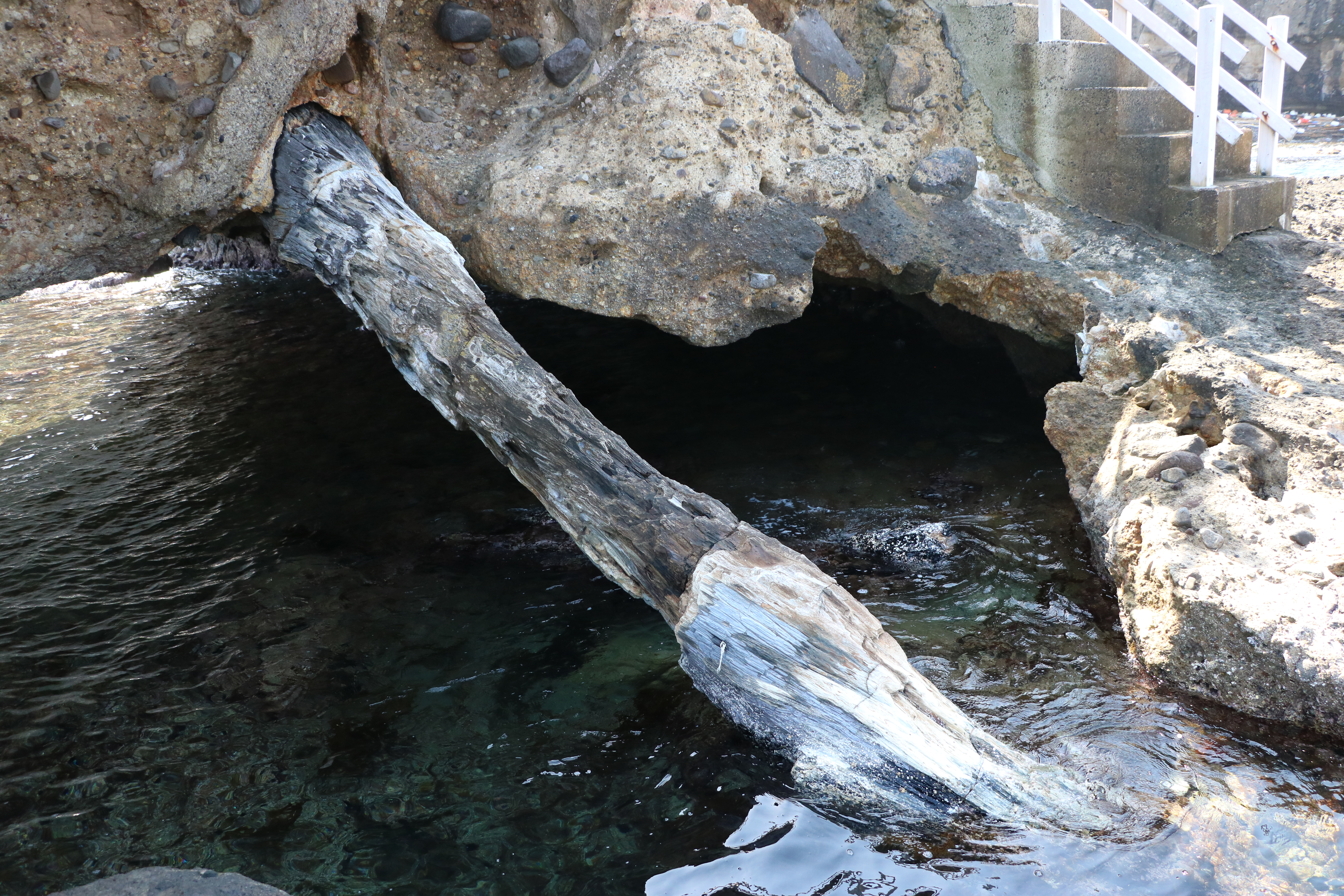
波根西の珪化木。2021年3月26日撮影。

波根西の珪化木（はねにしのけいかぼく）は、島根県大田市久手町の波根西海岸にある机島を中心とした岩礁に存在する樹木の化石。火山泥流が固結した際に珪化が起こり、第三紀中新世大森層の角礫凝灰岩層が波打ち際に露出したものである。国の天然記念物に指定されている。

## 概要

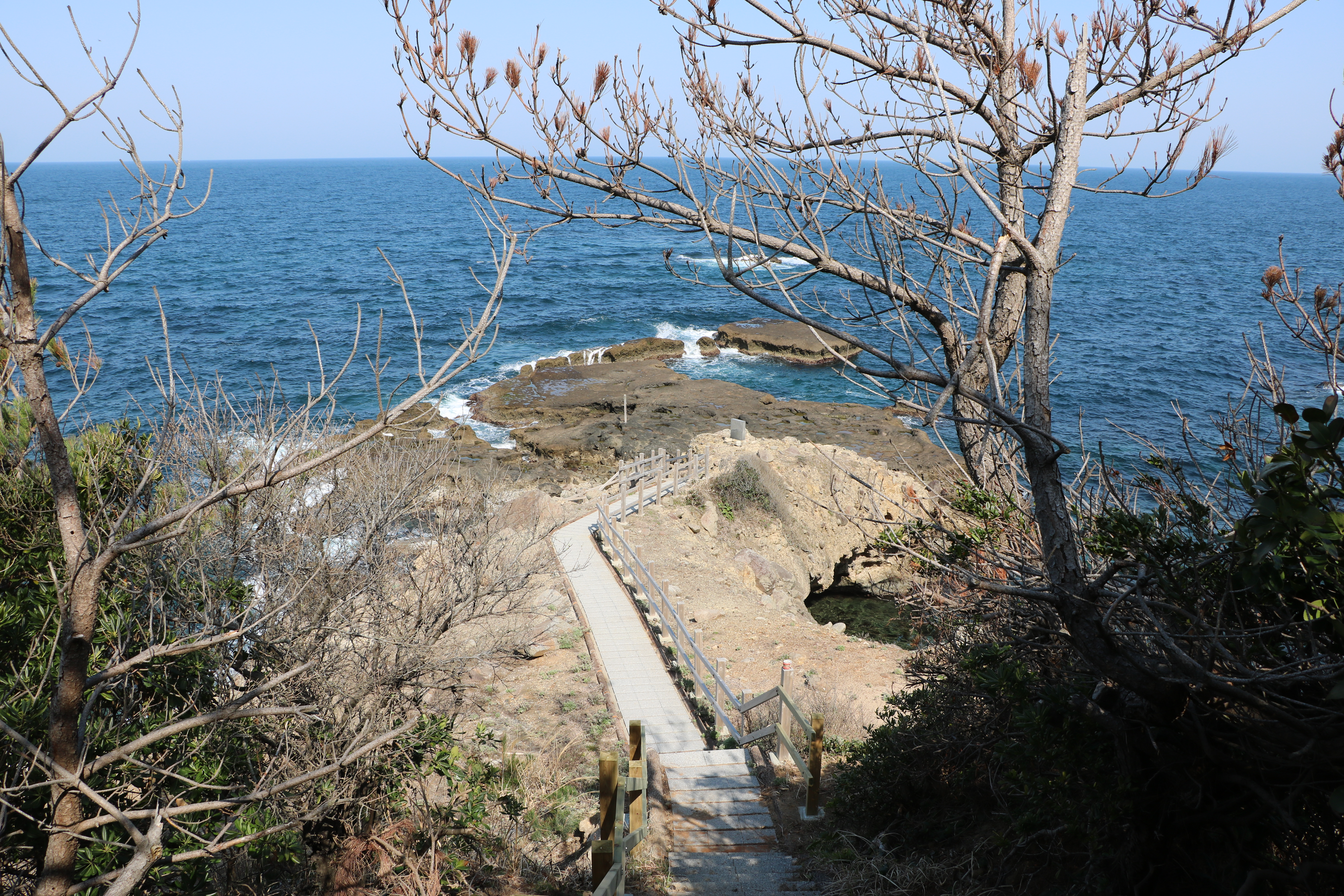
画像中央岩場の先端下部に波根西の珪化木がある。2021年3月26日撮影。

JR久手駅北方600メートルほどの波根西海岸に、海から斜めに3メートル余り、大きいもので6メートルほど飛び出したような形状で、珪化木が露出している。
樹幹や枝が地中に埋もれている間に、水に溶けた二酸化珪素（SiO2nH2O）が内部に入りこんで沈殿し、細胞の内容物と置換して、木の内部組織をのこして化石となることがある。これを珪化木といい、植物の化石の一種である。蛋白石化あるいは瑪瑙化しているため、磨いて飾り石にされる。
2000万年前の第3紀の、日本列島の形成過程で起きた火山活動の影響で、火山から噴出した物が土石流となって流れ下り、なぎ倒された流木が埋没した。中には木質の炭化したものもあるが、多くは珪酸を含有した地層の中で、長い年月を経て桂化作用が起こり岩石となった。日本海の荒波で地層が海食され、周囲と比較して堅い珪化木が残された。火山の噴火によってできたという点で、九州北部などの硅化木と違い、学問上、珍しいものである。
これらの樹はブナの木であると推定され、大きいものでは長さ6.8メートル、周囲は太いところで2.2メートル、細いところで1.7メートルある。
1936年（昭和11年）に、波根西海岸の机島を中心に東西と北方の島30アールとその周辺の海域約3ヘクタールが国の天然記念物に指定されている。
同じ大田市内の小豆原埋没林公園では、約3,500年前、三瓶山の火山活動によって埋もれた埋没林が見られる。
地元の小学校の中庭などには、移転された珪化木の一部が飾られており、久手町観光開発協会では、珪化木に続く遊歩道の入り口付近に説明看板を設置している。

## 交通アクセス
- 西日本旅客鉄道（JR西日本）山陰本線久手駅より徒歩10分